# Callús
Callús település Spanyolországban, Barcelona tartományban. Lakosainak száma 2145 fő (2024).

## Földrajza
Callús Súria, Castellnou de Bages, Santpedor, Sant Joan de Vilatorrada és Sant Mateu de Bages községekkel határos.

## Népesség
A település lakosságának változását az alábbi diagram mutatja:
| Lakosok száma | 188  | 355  | 1384 | 1644 | 1487 | 1427 | 1759 | 1985 | 2140 | 2145 |
|               | 1717 | 1887 | 1936 | 1960 | 1986 | 2004 | 2009 | 2014 | 2019 | 2024 |